# Petrophile brevifolia
Petrophile brevifolia är en tvåhjärtbladig växtart som beskrevs av Lindley. Petrophile brevifolia ingår i släktet Petrophile och familjen Proteaceae. Inga underarter finns listade i Catalogue of Life.